# Rágama
Rágama ist ein Ort und eine westspanische Gemeinde (municipio) in der Provinz Salamanca in der Autonomen Gemeinschaft Kastilien-León. 2024 hatte die Gemeinde 197 Einwohner.

## Geographie
Rágama befindet sich etwa 50 Kilometer ostnordöstlich vom Stadtzentrum der Provinzhauptstadt Salamanca in einer Höhe von ca. 850 m.

## Bevölkerungsentwicklung
| Jahr      | 1900 | 1920 | 1950 | 1970 | 1981 | 1991 | 2001 | 2011 | 2021 |
| Einwohner | 777  | 795  | 883  | 496  | 404  | 349  | 308  | 250  | 210  |

## Sehenswürdigkeiten
- Salvatorkirche Mariä Himmelfahrt (Iglesia de El Salvador)
- Kapelle der Jungfrau von Fátima (Ermita de Nuestra Señora Virgen de Fátima)

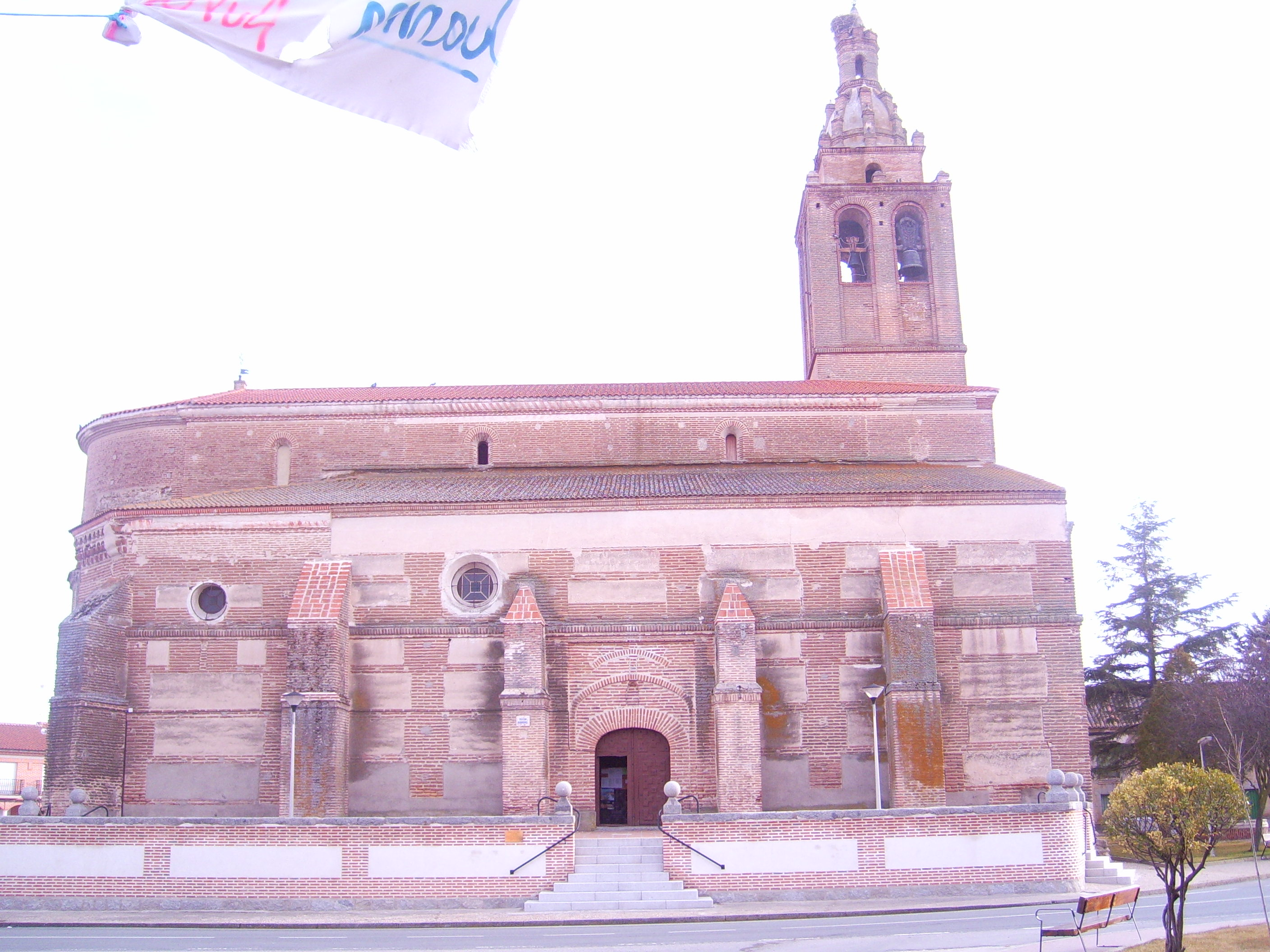
Salvatorkirche

## Persönlichkeiten
- Francisco de Carvajal (1464–1548), Conquistador in Peru